# Resolució 284 del Consell de Seguretat de les Nacions Unides
La Resolució 284 del Consell de Seguretat de les Nacions Unides, aprovada el 29 de juliol de 1970, va enviar la següent pregunta a la Cort Internacional de Justícia per a una opinió consultiva: Quines són les conseqüències jurídiques per als estats de la presència contínua de Sud-àfrica a Namíbia, tot i la resolució 276 (1970) del Consell de Seguretat?. El Consell va demanar al Secretari General de les Nacions Unides que transmetés la resolució, juntament amb tots els documents que podrien aclarir la pregunta al Tribunal.
La resolució va ser aprovada per 12 vots; la República Popular de Polònia, la Unió Soviètica i el Regne Unit es van abstenir.